# Hear What I Say
Hear What I Say — пятый и последний на сегодняшний день альбом немецкой певицы C. C. Catch, вышедший в 1989 году. Продюсером альбома выступил Энди Тейлор, бывший гитарист коллективов Duran Duran и The Power Station. Это был первый альбом певицы, к которому не имел никакого отношения её бывший продюсер Дитер Болен.
Альбом содержит два сингла — «Big Time» (#26 чартовая позиция в Германии) и «Midnight Hour». Альбом сильно отличается от предыдущих альбомов исполнительницы, исполненных в стиле евродиско, и содержит музыку различных жанров, в частности хаус, фанк и один из самых популярных музыкальных направлений того времени нью-джек-свинг.

## Список композиций
1. Midnight Hour — 4:35
2. Big Time — 3:51
3. Love Away — 4:12
4. Give Me What I Want — 3:47
5. I’m Gonna Miss You — 5:40
6. Backgirl — 3:31
7. Can’t Catch Me — 3:51
8. Hear What I Say — 3:49
9. Nothing’s Gonna Change Our Love — 3:50
10. Feels Like Heaven — 5:20

## Чарты
| Чарт     | Номер позиции |
| -------- | ------------- |
| Германия | 75            |